# Miguel Veloso
Miguel Luís Pinto Veloso (Coimbra, 11 de maio de 1986) é um futebolista português. Atualmente atua pelo Associazione Calcio Pisa 1909,na Itália. 

## Carreira
Em criança jogou nas escolinhas e infantis do Sport Lisboa e Benfica sendo que nos infantis foi dispensado pois na altura o jogador tinha problemas de obesidade. Saindo do Sport Lisboa e Benfica ingressou no CAC onde jogou um ano e transferiu-se para o Sporting Clube de Portugal.
No Sporting, foi emprestado pelo técnico José Peseiro ao Olivais e Moscavide na época de 2005/2006, e se sagrou campeão e ajudou o clube a subir a Liga de Honra. Nas camadas jovens do Sporting (onde está desde os 13 anos) foi campeão júnior sob o comando de Paulo Bento na época 2004/2005.
O seu primeiro contrato profissional começou na época 2005/2006 e terminou em Janeiro de 2007, tendo depois renovado por mais seis anos. Desde a temporada 2006/2007 actua pela principal equipa do Sporting; o dia de estreia foi a 9 de setembro de  2006 contra o Nacional da Madeira em que o Sporting venceu por uma bola a zero). Assumiu posição de destaque após uma excelente exibição na vitória 1-0 do Sporting sobre a Inter de Milão de Luís Figo a contar para a Liga dos Campeões da UEFA.
Miguel Veloso demonstra grande qualidade técnica e consistência sendo a sua presença importante na equipa principal do Sporting.
No dia 30 de julho de 2010, o Sporting confirmou à CMVM a transferência de Miguel Veloso para o Genoa, por uma quantia de 9 milhões de euros e o passe de Alberto Zapater.
Em 4 de julho de 2012, o Dínamo de Kiev acertou a sua contratação, por algo em torno de sete milhões de euros, com contrato de duração de quatro temporadas.

## Selecção Nacional
Em 14 de agosto de 2007, Miguel Veloso foi pela primeira vez chamado a Seleção principal por Luiz Felipe Scolari para um jogo contra a Arménia. Marcou o seu primeiro golo pela Seleção contra Malta em 14 de outubro de 2009.
Em 2014, no Brasil, foi convocado à Copa do mundo e defendeu a seleção portuguesa como lateral esquerdo e carregou a camisa número 4.

## Títulos
Olivais e Moscavide
- II Divisão B: 2005–06

Sporting
- Taça de Portugal: 2006–07, 2007-08

- Supertaça Cândido de Oliveira: 2007, 2008

Dínamo de Kiev
- Copa da Ucrânia: 2013-14

Selecção Portuguesa
- Campeonato Europeu Sub-17: 2003

### Individuais
- Jogador revelação do campeonato: 2006-07